# Cryptocentrum longipetalum
Cryptocentrum longipetalum là một loài thực vật có hoa trong họ Lan. Loài này được Carnevali mô tả khoa học đầu tiên năm 2001.